# Heinkel He 278
O Heinkel He 278 foi um projecto da Heinkel. De acordo com os poucos dados históricos que sobreviveram, não existe a certeza se este projecto culminaria no desenvolvimento de um caça monoplano com motor turbopropulsor ou de um bombardeiro. Nenhuma unidade chegou a ser produzida.